# Élections générales irlandaises de 1987
L’élection générale irlandaise de 1987 s'est tenue le 17 février 1987. 165 des 166 députés sont élus et siègent au Dáil Éireann.

## Mode de scrutin
Les élections générales irlandaises se tiennent suivant un scrutin proportionnel plurinominal avec scrutin à vote unique transférable. Elles ont lieu dans 43 circonscriptions électorales et concernent 165 des 166 sièges. En effet, le Ceann Comhairle, qui préside le Dáil Éireann, est automatiquement réélu, conformément à l'article 16, alinéa 6, de la Constitution.

## Résultats
| Parti                                              | Parti                            | Leader               | Voix      | %      | +/-        | Sièges | +/-        | % du Dáil |
| -------------------------------------------------- | -------------------------------- | -------------------- | --------- | ------ | ---------- | ------ | ---------- | --------- |
|                                                    | Fianna Fáil                      | Charles Haughey      | 784 547   | 44,1 % | 1,1        | 81     | 6          | 48,8      |
|                                                    | Fine Gael                        | Garret FitzGerald    | 481 127   | 27,1 % | 12,1       | 51     | 19         | 30,1      |
|                                                    | Démocrates progressistes         | Desmond O'Malley     | 210 583   | 11,8 % |            | 14     |            | 8,4       |
|                                                    | Parti travailliste               | Dick Spring          | 114 551   | 6,4 %  | 3,0        | 12     | 4          | 7,2       |
|                                                    | Parti des travailleurs d'Irlande | Tomás Mac Giolla     | 67 273    | 3,8 %  | 0,5        | 4      | 2          | 2,4       |
|                                                    | Sinn Féin                        | Gerry Adams          | 32 933    | 1,9 %  |            | 0      |            | 0         |
|                                                    | Parti socialiste démocratique    | Jim Kemmy            | 7 424     | 0,4 %  | stagnation | 1      | 1          | 0,6       |
|                                                    | Alliance verte                   | Aucun                | 7 159     | 0,4 %  | 0,2        | 0      | stagnation | 0         |
|                                                    | Parti communiste d'Irlande       | Eugene McCartan      | 725       | 0,0 %  | stagnation | 0      | stagnation | 0         |
|                                                    | Indépendants                     | Indépendants         | 70 843    | 4,0 %  | 1,7        | 3      | stagnation | 1,8       |
| Votes blancs et nuls                               | Votes blancs et nuls             | Votes blancs et nuls | 16 241    |        |            |        |            |           |
| Total                                              | Total                            | Total                | 1 793 406 | 100 %  |            | 166    | stagnation | 100       |
| Participation                                      | Participation                    | Participation        | 2 445 515 | 73,3 % |            |        |            |           |
| Un gouvernement Fianna Fáil minoritaire est formé. |                                  |                      |           |        |            |        |            |           |

Dans les indépendants figurent Fianna Fáil indépendant (7 720 suffrages, 1 siège) et la Ligue de la réforme fiscale (3 832 suffrages). 

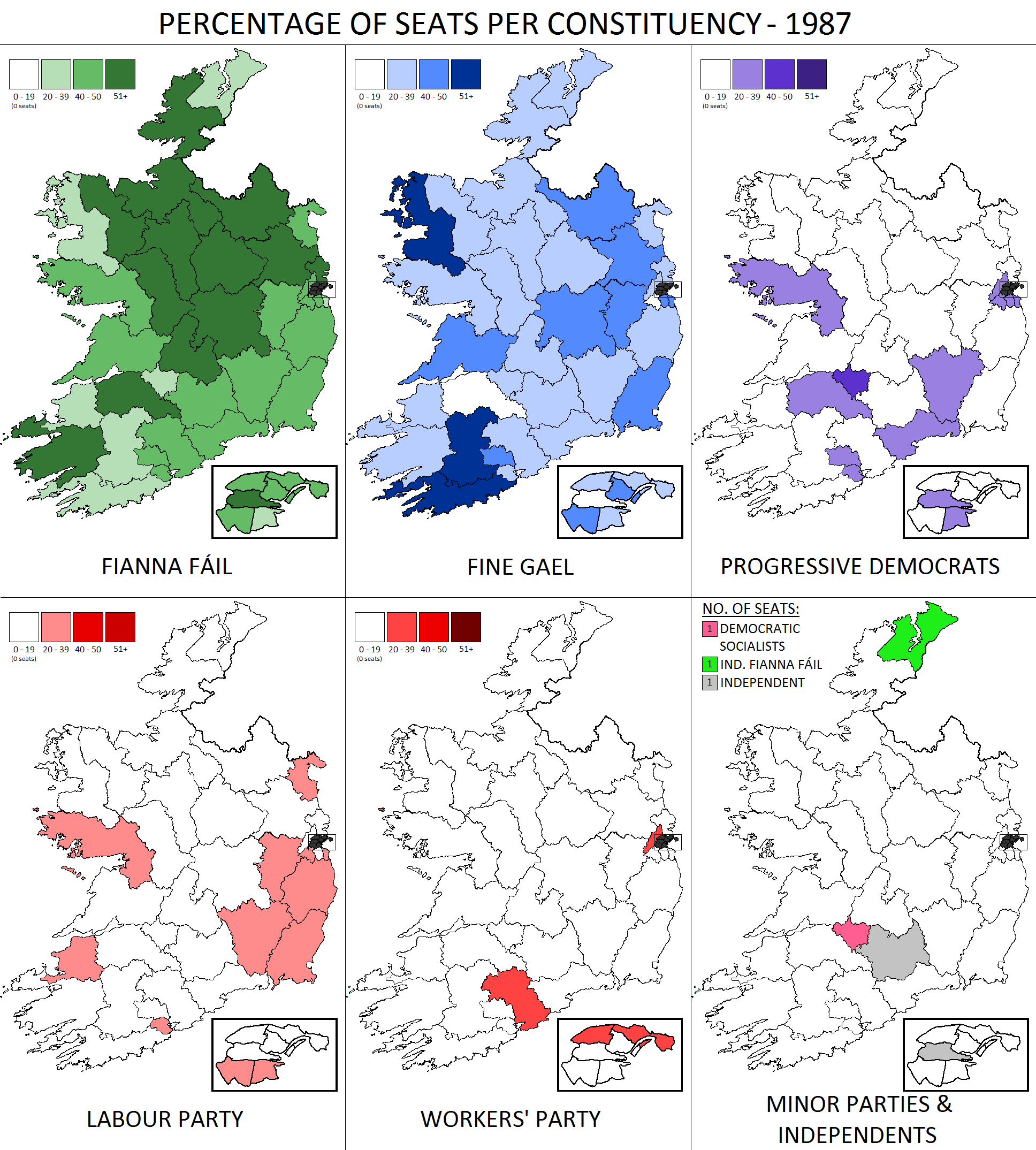
Résultats par circonscription